# Eremias aria
Eremias aria là một loài thằn lằn trong họ Lacertidae. Loài này được Anderson & Leviton mô tả khoa học đầu tiên năm 1967.